# Armley

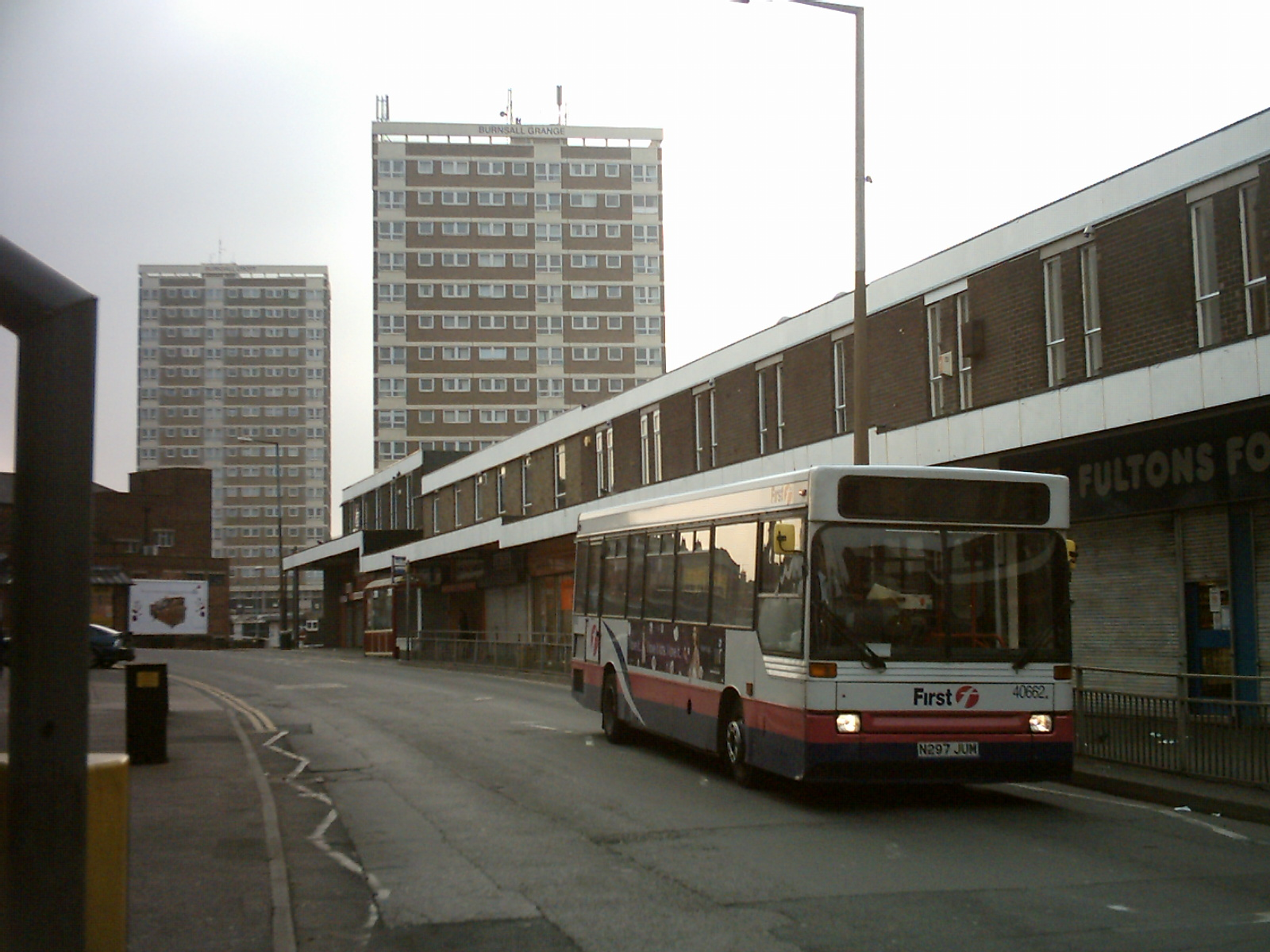
Town Street

Armley è un distretto della città di Leeds, West Yorkshire, Inghilterra. La zona è cresciuta durante la rivoluzione industriale ed è abitata soprattutto dalla classe operaia. Ospita ancora alcune fabbriche.